# Dan Barzily
Dan Barzily (in ebraico דני ברזילי‎?; Tel Aviv, 22 luglio 1945) è un ex cestista israeliano.

## Carriera
Con Israele ha partecipato ai Campionati europei del 1971.

## Palmarès
- Campionato israeliano: 1

Hapoel Tel Aviv: 1968-69
- Coppa di Israele: 1

Hapoel Tel Aviv: 1968-69